# Trochosodon pacificum
Trochosodon pacificum is een mosdiertjessoort uit de familie van de Conescharellinidae. De wetenschappelijke naam van de soort is voor het eerst geldig gepubliceerd in 1991 door Lu.